# رنواي (شركة)
تُعد شركة رانواي إيه آي (بالإنجليزية: Runway AI, Inc.) شركة أمريكية يقع مقرها الرئيسي في مدينة نيويورك، وتتخصص في بحوث وتقنيات الذكاء الاصطناعي التوليدي. تركز الشركة بشكل أساسي على إنشاء منتجات ونماذج لتوليد مقاطع الفيديو والصور ومختلف محتويات الوسائط المتعددة. تشتهر الشركة بشكل خاص بتطوير نماذج الذكاء الاصطناعي التوليدي التجارية لتحويل النص إلى فيديو والفيديو مثل جين-1 وجين-2،  وجين-3 ألفا. 
استُخدمت أدوات شركة رانواي ونماذجها للذكاء الاصطناعي في أفلام مثل "إفريثينج إفريوير أول أت وانس"، وفي مقاطع الفيديو الموسيقية لفنانين منهم آيساب روكي، وكانييه ويست، وبروكهامبتون، وذا داندي وارهولز، وكذلك في تحرير برامج تلفزيونية مثل "ذا ليت شو"،  و"توب جير". 

## روابط خارجية
- الموقع الرسمي